# هنري مارتينيز (ملحن)
هنري مارتينيز (بالإسبانية: Henry Martínez)‏ هو ملحن فنزويلي، ولد في 13 فبراير 1950 في ماراكاي في فنزويلا.

## وصلات خارجية
- هنري مارتينيز على موقع ميوزك برينز (الإنجليزية)
- هنري مارتينيز على موقع ديسكوغز (الإنجليزية)